# Lidskjalv
 Denne artikel omhandler tronstolen. Opslagsordet har også en anden betydning, se Hliðskjálf (album).
 "Hlidskjalf" omdirigeres hertil. For andre betydninger af Hlidskjalf, se Hlidskjalf (flertydig).
Lidskjalv eller Hliðskjálf er Odins trone i den nordiske mytologi.
Det er ifølge Yngre Edda Odins tronstol, der står i Valhal. Når han sidder på Lidskjalv, kan han skue ud over hele verden og se alt, hvad der foregår.
I fortællingen om Frejs elskov berettes det, at Frej, da Odin ikke var hjemme, så sit snit til at sætte sig i Lidskjalv. Fra den så han og forelskede sig i jættedatteren Gerd. Den lille sølvfigur Odin fra Lejre fra omkring år 900, der blev fundet under udgravninger ved Gammel Lejre i 2009 viser Odin på Lidskjalv omgivet af ravnene Hugin og Munin.